# Movilița, Bacău
Movilița (în trecut, Gunoaia de Jos) este un sat în comuna Răchitoasa din județul Bacău, Moldova, România.